# 源輔通
源 輔通（みなもと の すけみち）は、鎌倉時代初期から中期にかけての公卿。村上源氏俊房流、左近衛少将・源具親の子。官位は従三位・右近衛中将。

## 経歴
輔通が従三位に叙された宝治2年（1248年）に、輔通の叔父に当たる源泰光も高齢ながら従三位に叙されており、いずれも後嵯峨院政下での村上源氏に対する処遇の一環であると考えられる。建長元年（1249年）6月7日薨去。享年46。

## 官歴
『公卿補任』による。
- 承元4年（1210年） 1月6日：叙爵
- 嘉禄2年（1226年） 11月4日：侍従
- 寛喜2年（1230年） 1月24日：兼安芸権守
- 貞永元年（1232年） 12月15日：兼信濃守
- 貞永2年（1233年） 1月6日：従五位上
- 文暦2年（1235年） 1月23日：左近衛少将
- 嘉禎2年（1236年） 12月18日：正五位下
- 嘉禎3年（1237年） 4月9日：右少将、従四位下
- 嘉禎3年（1237年）10月27日：右中将
- 暦仁2年（1239年） 1月5日：従四位上
- 寛元元年（1243年） 4月9日：正四位下（承明門院大嘗会御給）
- 宝治2年（1248年） 6月16日：従三位、止中将

## 系譜
『尊卑分脈』などによる。
- 父：源具親
- 母：姫の前 - 比企朝宗の娘。源具親との再婚前は、北条義時の正室。北条朝時、北条重時の母。
- 妻：不詳
- 生母不明の子女
  - 男子：源俊具
  - 男子：源通俊
  - 女子：源雅忠室